# Like the Cat, They Came Back
Like the Cat, They Came Back  è un cortometraggio muto del 1912 diretto da Dell Henderson.

## Produzione
Il film fu prodotto dalla Biograph Company.

## Distribuzione
Distribuito dalla General Film Company, il film - un cortometraggio di 163,4 metri - uscì nelle sale cinematografiche USA il 17 ottobre 1912. Nelle proiezioni, veniva programmato con il sistema dello split reel, accorpato in un'unica bobina con un altro cortometraggio prodotto dalla Biograph, la commedia A Limited Divorce.
Non si conoscono copie ancora esistenti della pellicola che viene considerata presumibilmente perduta.